# Endoxyla grisea
Endoxyla grisea is een vlinder uit de familie van de Houtboorders (Cossidae). De soort is voor het eerst wetenschappelijk beschreven als Xyleutes grisea door Max Gaede in een publicatie uit 1933.
De soort komt voor in Zuid-Australië.